# About a Girl
About a Girl és una cançó dels Nirvana, un grup d'estil musical grunge. És la tercera cançó del primer disc, Bleach, de l'any 1989.

## Història
About a girl és considerada com la primera gran composició de música pop d'en Kurt Cobain. La va escriure cap al 1988. Segons es conta, en Cobain va escriure la cançó després de passar-se tota una tarda escoltant el disc Meet the Beatles! En aquells moments, en Cobain amagava les intencions d'escriure música pop, i semblava que no volgués incloure la cançó al disc Bleach. Tenia por de no correspondre als seguidors del grup que llavors eren exclusivament del tipus grunge alternatius, que no s'esperaven aquest tipus de cançons. "Posar una cançó d'estil pop, com les dels R.E.M, en un disc de grunge i en aquell ambient, era arriscat", va admetre en Cobain en una entrevista, l'any 1993, a Rolling Stone.
Tot i això, el productor de Bleach, en Jack Endino, sentia passió per la cançó i la va veure com un senzill potencial. Anys després, en Butch Vig, qui va produir el disc de més èxit del grup, Nevermind, va citar la cançó, About a Girl, com la primera mostra que evidenciava que als Nirvana hi havia quelcom més que grunge: Tothom xerra de l'estima que en Kurt tenia per l'escena punk, però també cal dir que era molt fanàtic dels The Beatles. Com més passava el temps era més òbvia la influència dels The Beatles a l'hora d'escriure les cançons. En Vig va dir-ho a NME el 2004.
Endino va enregistrar About a Girl per al disc Bleach el desembre del 1988 a Seattle, Washington. Aquesta fou una de les cançons de Bleach que en Cobain va seguir tocant en directe fins que va morir el mes d'abril del 1994. La versió acústica de MTV Unplugged es va enregistrar el 1993 i es va llançar de manera pòstuma al MTV Unplugged in New York del 1994. És la versió més coneguda de la cançó.

## Sentit de la cançó
Segons en Chad Channing, el bateria dels Nirvana, en aquella època en Cobain no tenia cap títol per a la cançó quan, a l'estudi, la va ensenyar als companys del grup. Van preguntar-li a en Cobain de què anava la cançó i ell va respondre que It's about a girl (va d'una noia).
La noia de la cançó és la Tracy Marander, qui vivia i era la companya d'en Cobain en aquells temps. Sembla que la Marander va preguntar-li a en Cobain com era que mai li havia fet una cançó. En Kurt va reaccionar amb la cançó About a Girl, que parla de la mala relació de parella que tenien. En Cobain es negava a cercar feina o a compartir les tasques de neteja de l'apartament on també hi vivien diversos dels seus animals de companyia. Quan la parella discutia d'aquest tema, en Cobain, a vegades, deia que se n'aniria a viure dins el cotxe.
Crida l'atenció que en Cobain no li va dir mai a la Marander que la cançó About a girl era dedicada a la relació que van tenir. En el documental, del 1998, d'en Nick Broomfield titulat Kurt and Courtney, la Marander va revelar que ho havia descobert en llegir la biografia dels Nirvana que va escriure en Michael Azerrad: Come As You Are: The Story of Nirvana.

## Versions
Una versió elèctrica en directe i enregistrada el 1990, surt com a cara b de les versions del CD Sliver, un senzill del 1990. Una altra versió elèctrica, enregistrada el 1991, surt en el VHS del 1994, Live! Tonight! Sold Out!!. Una mostra enregistrada per en Cobain també surt en l'estoig del 2004, With the Lights Out, i en la compilació del 2005, Sliver: The Best of the Box. La versió de Bleach es va rellançar el 2002 en la recopilació Nirvana.
La Patti Smith va homenatjar en Cobain en una cançó que es digué About a Boy, en el disc del 1995, Gone Again. L'escriptor britànic Nick Hornby va fer servir el mateix títol en una novel·la que fa diverses referències a en Cobain i als Nirvana.
El grup espanyol d'estil grunge Baztardo va interpretar la cançó About a Girl amb el títol Acerca de una chica, que surt en el primer disc del grup, Pure shit, amb una altra lletra i un sentit diferents.

## Senzill
Es va llançar About a Girl com a únic senzill comercial del disc MTV Unplugged in New York. A Austràlia se'n van vendre 5000 còpies numerades i d'edició limitada mentre que en diversos països d'Europa es va vendre un senzill estàndard. Les cançons que hi ha en el senzill són les següents:
1. About a Girl (Cobain)
2. Something In The Way (Cobain)

## Llocs a les llistes
| Any  | Senzill      | Llista                                 | Lloc    |
| ---- | ------------ | -------------------------------------- | ------- |
| 1994 | About a Girl | Cançons de rock modern (Estats Units)  | Núm. 3  |
| 1994 | About a Girl | Cançons de rock modern (Estats Units)  | Núm. 3  |
| 1994 | About a Girl | Llista oficial de senzills d'Austràlia | Núm. 4  |
| 1994 | About a Girl | Llista oficial de senzills de Suècia   | Núm. 20 |
| 1994 | About A Girl | Llista oficial de senzills d'Itàlia    | Núm. 20 |
| 1994 | About a Girl | Llista oficial de senzills d'Holanda   | Núm. 22 |
| 1994 | About a Girl | Llista oficial de senzills de França   | Núm. 23 |
| 1994 | About A Girl | Top 40 Mainstream (Estats Units)       | Núm. 29 |
| 1994 | About A Girl | Triple J Hot 100 (Austràlia)           | Núm. 7  |
| 1994 | About A Girl | Llistes d'Eslovàquia                   | Núm. 7  |
| 1994 | About A Girl | Llistes de Letònia                     | Núm. 4  |
| 1992 | About A Girl | Llistes de Polònia                     | Núm. 3  |
| 1993 | About A Girl | Llistes de França                      | Núm. 9  |
| 1994 | About A Girl | Llista nacional del Canadà             | Núm. 9  |